# سدو إماراتي
السدو الإماراتي هو من أشكال النسيج الذي تقوم به المرأة في المجتمعات الريفية بالإمارات العربية المتحدة.
حرفة يدوية تقليدية وشكل من أشكال النسج التقليدي الذي تمارسه النساء البدويات في دولة الإمارات العربية المتحدة يصنع من صوف الأغنام والإبل والماعز. استُخدم هذا النوع من النسيج في صناعة الخيم أو “بيوت الشَعر”، كما استُخدمت أنواع السدو المختلفة في تزيين الخيم من الداخل. وغالباً ما كانت تُزيّن سروج الخيول والإبل أيضاً بالسدو. تتميز حرفة السدو بالتصميمات والرموز الغنية بالألوان المبهجة المستوحاة من البيئة الطبيعية، والتي تعكس الهوية الاجتماعية للقبيلة. كان السدو قديماً وسيلة مبتكرة لتلبية الاحتياجات الأساسية للناس في الصحراء، ولكنه أصبح الآن رمزاً هاماً لإبداع الإنسان الإماراتي وقدرته على التكيف مع ظروف الحياة المتغيرة.أُدرجت حرفة السدو في اليونسكو عام 2011 ضمن القائمة التمثيلية للتراث الثقافي غير المادي للبشرية الذي يحتاج إلى صون عاجل.

## أدوات غزل السدو و طريقه إستعمالها

#### المغـــزل
هو عبارة عن عصا خشـــبية مصلبة الشـــكل يلف عليها الصـــوف الطبيعي ويتوســـطها خطاف ا ب لـــرم الصوف الملفوف حـــول المغزل ، الـــذي يحول الصـــوف اىل خيـــوط ومن ثم تلف هـــذه الخيوط عىل شـــكل كرة يطلق عليها البدو "الدريه"

#### المحاور
هي آلة الحياكة وتســـمى الســـدو أيضـــا،وهو عبارة عن خيوط ممتدة على الارض تربط بأربعة أوتاد على شكل مستطيل.

#### الحف
هي قطعة خشبية مستطيلة الشكل ذات طرفين حادين،وتستعمل لرص الخيوط على السدو بعد تشكيلها.

#### المنشع
هو عبارة عن عصا خشبية طولها 60cm،يلف حولها خيط النسيج.

#### المقران
هو عبارة عن قرن غزال طوله عادةً 15cm،يستخدم في فصل خيوط السدو عن بعضها البعض ووضعها في ترتيب صحيح اثناء حياكة الزخارف والنقشات.

#### النيرة
هي عبارة عن مجموعة الخيوط المثبتة على العصا وتعرف بعصا النيرة،تساعدعلى رفع خيوط السدو لإظهار الزخرفة أو النقشة.